# Kristina Kamnert
Kristina Maria "Gagga" Kamnert, även Kamnert-Suneson, född Karlin 18 maj 1942 i Solna församling, död 7 december 2016 i Malmö, var en svensk skådespelare.

## Biografi
Kamnert utbildade sig vid Statens scenskola i Malmö 1966–1969 och var 1969–2002 verksam vid Malmö Stadsteater. Under denna tid medverkade hon i över 60 produktioner, bland annat Fernando Arrabals uppmärksammade Och de satte handklovar på blommorna (1971) och Willy Russells monolog Shirley Valentine, som sågs av nära 10 000 personer och gav henne Kvällspostens Thaliapris 1990. Hon har även varit verksam på bland annat Ateljéteatern i Göteborg, Stockholms Stadsteater och Skånska Teatern, samt medverkat i filmer av bland andra Jonas Cornell, Jan Troell, Kjell Grede och David Flamholc.
På Sveriges Television medverkade hon i barnprogrammen Bulleribock med Tomas von Brömssen (1974) och Vilse i pannkakan med Staffan Westerberg (1975). Kamnert är gravsatt i minneslunden på Gamla kyrkogården i Malmö.

## Filmroller
- 1970 – Grisjakten
- 1977 – Bang!
- 1979 – Min älskade
- 1996 – Vackert väder
- 2002 – Hot Dog

## Teater

### Roller (ej komplett)
| År   | Roll                | Produktion                                                                 | Regi              | Teater                  |
| ---- | ------------------- | -------------------------------------------------------------------------- | ----------------- | ----------------------- |
| 1969 |                     | Fan ska vara teaterdirektör (Ett resande teatersällskap) August Blanche    | Per Siwe          | Malmö stadsteater       |
| 1973 |                     | Leva loppan (La puce à l'oreille) Georges Feydeau                          | Andris Blekte     | Malmö stadsteater       |
| 1975 | Siri von Essen      | Tribadernas natt Per Olov Enquist                                          | Lennart Olsson    | Malmö stadsteater       |
| 1981 | Fedra               | Förmörkelsen - till Fedra Per Olov Enquist                                 | Lennart Olsson    | Malmö stadsteater       |
| 1986 |                     | En natt i februari Staffan Göthe                                           | Kerstin Birde     | Malmö stadsteater       |
| 1986 |                     | Kung Lear (King Lear) William Shakespeare                                  | Claes Lundberg    | Malmö stadsteater       |
| 1986 |                     | En midsommarnattsdröm (A Midsummer Night's Dream) William Shakespeare      | Marianne Rolf     | Malmö stadsteater       |
| 1993 |                     | Bernardas hus (La casa de Bernarda Alba) Federico García Lorca             | Ronny Danielsson  | Malmö Dramatiska Teater |
| 1994 | Fru Helene Alving   | Gengångare (Gengangere) Henrik Ibsen                                       | Ronnie Hallgren   | Malmö Dramatiska Teater |
| 1996 |                     | Maria Magdalena (Maria Magdalene) Friedrich Hebbel                         | Katrine Wiedemann | Malmö Dramatiska Teater |
| 1997 | Elna Hiort-Lorenzen | Magisk cirkel Per Olov Enquist                                             | Kajsa Bramsvik    | Malmö Dramatiska Teater |
| 2000 |                     | Vår starke man - samhällets stöttepelare (Samfundets støtter) Henrik Ibsen | Åsa Melldahl      | Malmö Dramatiska Teater |

### Regi (ej komplett)
| År   | Produktion | Upphovsmän      | Teater                                               |
| ---- | ---------- | --------------- | ---------------------------------------------------- |
| 1978 | Barnet     | Margareta Garpe | Malmö stadsteater Regi tillsammans med Claes Camnert |